# Fortezza di Korela

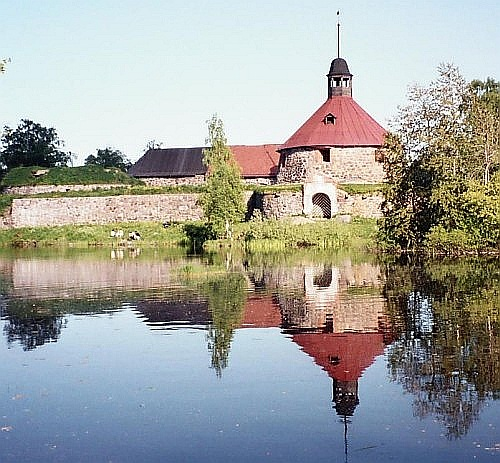

La fortezza di Korela è una fortezza che si trova a Priozersk e risale al XII secolo, quando venne fondata dai Careli nel luogo allora chiamato Käkisalmi.
In epoca moderna, persa la funzione militare, venne utilizzata come prigione, dove vennero rinchiusi prima i familiari di Emel'jan Ivanovič Pugačëv e poi alcuni decabristi, tra i quali Aleksander Viktorovič Poggio.